# Maciej Małecki
Maciej Małecki (* 27. November 1940 in Warschau) ist ein polnischer Komponist und Pianist sowie Musikpädagoge. Er ist Schöpfer von Instrumental-, Unterhaltungs-, Theater-, Radio- und Filmmusik und nicht der 1974 (ebenfalls in Warschau geborene) polnische Politiker Maciej Małecki.

## Leben
Małecki studierte Komposition bei Kazimierz Sikorski und Klavier bei Natalia Hornowska an der Musikakademie Warschau (1965 Künstlerisches Diplom mit Auszeichnung) und setzte seine musikalische Ausbildung fort von 1967 bis 1968 an der Eastman School of Music in Rochester (USA) bei Samuel Adler und Eugene List. Nach dem Studium konzertierte er durch In- und Ausland (u. a. in Großbritannien und der DDR) im Klavier-Duo mit Jerzy Derfel.
In den 1970er Jahren komponierte er Musik für die Bühne, für Rundfunk und Fernsehen sowie Filmmusik.
Während der 1980er Jahre beschäftigte er sich vor allem mit konzertanter Musik. 1993 wurde er zum Vorsitzenden des polnischen Komponistenverbandes gewählt und hatte diese Funktion drei Jahre inne.
Małecki ist mit der Schauspielerin Anna Seniuk verheiratet. Er hat mit ihr drei Kinder: Grzegorz Małecki und Magdalena Małecka.

## Auszeichnungen
- 1973: Auszeichnung beim XIII. Theaterfestival der Schauspielkunst in Kalisz für Antygona
- 1975: Auszeichnung beim Krajowy Festiwal Piosenki Polskiej (KFPP OPOLE) in Oppeln
- 1981 Auszeichnung durch den Präsidenten des polnischen Radio- und Fernsehkomitees
- 1982: Lob beim Wettbewerb Karol Szymanowski für seine Cztery pieśni do słów Kazimierza Przerwy-Tetmajera für Bariton und Klavier(1981)
- 1984: erneute Auszeichnung durch den Präsidenten des polnischen Radio- und Fernsehkomitees
- 1989: Musikkritikpreis Złoty mikrofon (Goldenes Mikrofon) von Polskie Radio
- 1996: Auszeichnung beim Kompositionswettbewerb des III. Ogólnopolski Festiwal Kolęd i Pastorałek in Będzin für seine Weihnachtspastorale Niemowlątko na słomie für gemischten Chor
- 2003: Preis für seine Radiomusik Nie-Boska Symfonia (2002) beim Festival „Dwa Teatry“ in Zoppot

## Diskografie
- 2002 Balladyna. Opera radiowa (CD)
- 2005 Witold Gombrowicz – Operetka (CD, Polskie Radio, PRCD 484-485)
- 2008 Cicha noc – Stille Nacht, Polnisches Weihnachtskonzert (CD, Carus-Verlag, Carus 83.418)

## Werke (Auswahl)

### Instrumentalwerke
- 1975 Ułańska fantazja für großes Blasorchester
- 1980 Sonate für Klavier
- 1981 Rondo für Klavier und Orchester
- 1984 Suite für Holzblas-Quintett
- 1985 Nocturne für 4 Hörner und 4 Posaunen
- 1987 Humoreske für Klavier
- 1988 Zabawy, kłótnia i echo für 3 Schlagzeuge
- 1988 Poemat w trzech nastrojach für Blasorchester, zwei Harfen und Schlagzeug
- 1988 Elegie für Alt-Saxophon
- 1988 Concertino im alten Stil für zwei Harfen und Streichorchester
- 1988 Scherzando für 10 Instrumente
- 1988 Pieśń i ostinato für Violine, Bratsche, Cello und Klavier
- 1990 Concertino für 12 Instrumente
- 1991 Konzertmarsch für Blasorchester
- 1992 Solokonzert für elektronische Harfe und Orchester
- 1993 Solokonzert für Klavier und Orchester für junge Pianisten
- 1994 Offenbachiana. Suite-Fantasia zum Ballett Brazylijczyk w Paryżu für Orchester
- 1994 Streichquartett Nr. 1
- 1994 Solokonzert für Posaune und Orchester
- 1995 Polskie Hymny Wielkanocne
- 1995 Konzertouverture für großes Blasorchester
- 1996 Sinfonietta für 9 Instrumente
- 1997 Streichquartett Nr. 2
- 1998 Dziki gołąb, las i panna, Symphonische Dichtung
- 1998 Solokonzert für Alt-Saxophon und Orchester
- 1999 Sinfonie Nr. 1
- 2000 Capriccio für Klarinette
- 2000 Hymnus – Refugium et spes für Alt-Saxophon und Kammerstreichorchester
- 2001 Allegro für Sinfonieorchester
- 2002 Solokonzert für Saxophon und Orchester
- 2002 Kleine Polnische Sinfonie für Blasorchester
- 2003 Aria i Scherzo für Alt-Saxophon und Streichquartett
- 2004 Pastorale i toccata für Streicher, Klarinette und Cello
- 2004 Sonatenfantasie für Cello
- 2004 Sinfonie Nr. 2 für gemischten Chor und Orchester
- 2005 Solokonzert für Flöte und Streichorchester in vier Episoden
- 2005 Andante i allegro für Bratsche und 5 Streichinstrumente oder Streichorchester

### Chorwerke
- 1988 Kiedy na świecie przybywa wierszy, Lied für 3-stg. Chor
- 1994 Cztery małe pory roku für Kinderchor (a cappella)
- 1996 Niemowlątko na słomie (Version I), Pastorale für gemischten Chor (Text: Elżbieta Szeptyńska)
- 1996 W moim sercu oziminy für Frauenchor oder Kinderchor (Text: Elżbieta Szeptyńska)
- 1997–2000 Liebeslieder – Pieśni miłosne – für 4-stg. gemischten Chor (nach Worten von Przerwy-Tetmajer)
- 2006 Cicha noc – Stille Nacht, Polnisches Weihnachtskonzert für gemischten Chor und Kammer-Streichorchester

#### Lieder
- Bajka poduszki (Text: Tadeusz Śliwiak)
- Ballada o późnej starości Don Kichota (Text: Wojciech Młynarski)
- Ci chłopcy mówią do nas takie rzeczy... (Text: Agnieszka Osiecka)
- Hotel Europa (Text: W. Młynarski)
- Jak zmienić Polskę w raj (Text: Andrzej Jarecki)
- Kiedy iść, to daleko (Text: A. Jarecki)
- Kowno, Kowno z szabelką (Text: Roman Kołakowski)
- Księżyc na niebo (Text: R. Kołakowski)
- Lekcja polskiego
- Młodość św. Mikołaja (Text: W. Młynarski)
- Nadzieja (Text: A. Jarecki)
- Ostatni Ikar (Text: Jonasz Kofta)
- Song o szczęściu wiecznym
- Szedł chłopiec ze swoją dziewczyną (Text: Czesław Miłosz)
- Tango retro (Text: W. Młynarski)
- To, co między nami (Text: J. Zalewski)
- Ułańska fantazja (Text: W. Młynarski)
- Wiśnie (Text: S. Baliński)

### Filmmusik
- 1989 Jeniec Europy, polnische Romanverfilmung um Napoleon Bonaparté
- 1985 Jesienią o szczęściu, polnischer Spielfilm
- 1984 Rozalka Olaboga, polnische Romanverfilmung
- 1983 Soból i panna, polnisches Melodrama
- 1981 Podwójne Calypso
- 1981 Debiutantka, polnischer Spielfilm
- 1980 Świat Włodzimierza Puchalskiego
- 1979 Ojciec królowej, polnische Komödie
- 1977 Znak orła, polnisch-historische TV-Serie für Jugendliche
- 1977 Tam, gdzie Warta kończy swój bieg...
- 1976 Znaki szczególne, polnische TV-Serie
- 1976 Złota kaczka
- 1976 Zanim nadejdzie dzień
- 1976 Szaleństwo Majki Skowron, polnische TV-Serie
- 1976 Czerwone i czarne kamienie,
- 1975 Rot und Weiß (Czerwone i białe)
- 1975 Wystawa – Maksymilian Gierymski
- 1975 Nim powstanie muzyka
- 1974 Orzeł i reszka, polnischer Techno-Spionfilm
- 1974 Koniec wakacji
- 1974 Jabłka
- 1974 Aleksander Gierymski – w altanie
- 1974 Godzina za godziną, polnischer Psycho-Spielfilm
- 1973 Bułeczka, polnischer Kinderfilm

### Oper
- 1979 Awantura w Recco (Libretto: Wojciech Młynarski)

### Ballettmusik
- 1990 Skrzypek opętany (von Bolesław Leśmian)
- 1992 Brazylijczyk w Paryżu (nach Motiven von Jacques Offenbach, Libretto Lorca Massine)

### Theatermusik
- 1971 Ćwiczenia z Szekspira
- 1972 Macbeth
- 1973 Antigone
- 1986 Zaczarowana królewna
- 2000 Die Schule der Frauen (Molière)
- 2001 Dożywocie
- 2002 Kurka Wodna
- 2005 Jesień polska w tradycji i poezji, Schauspiel der Radio-Entertainer zu Texten polnischer Dichter
- 2005 Rzeźnia (Regisseurin: Agnieszka Lipiec-Wróblewska)

#### Musikvorstellungen
- 1967 Marsz do kąta (Kompilation)
- 1967 Apetyt na czereśnie (Texte: Agnieszka Osiecka)
- 1970 Oko (Text: Jonasz Kofta)
- 1973 Cień, Musikalische Märchen für Erwachsene (Libretto: Wojciech Młynarski)

#### TV Theatervorstellungen
- 2002 Smutne miasteczko
- 2001 eatryks Cenci
- 1989 Małżeństwo Marii Kowalskiej
- 1985 Czwartkowe damy
- 1982 Irydion, Romantisches Drama von Zygmunt Krasiński
- 1982 Balladyna, Tragödie in fünf Akten von Juliusz Słowacki
- 1981 Wesele, Autorendrama von Stanisław Wyspiański
- 1981 Molier, czyli Zmowa świętoszków
- 1977 Letnicy
- 1974 Sława i chwała
- 1973 Moje serce jest w górach
- 1973 Kariera Artura Ui
- 1972 Czekanie

### Radiovorstellungen
- 1999 Balladyna, Radiooper (Libretto: Juliusz Słowacki, Regisseurin: Anna Seniuk)
- 2002 Pchła Szachrajka, Radio-Musikmärchen (Text: Jan Brzechwa)
- 2002 Nie-Boska Symfonia, Radio-Hörspiel (nach Motiven des Romantischen Dramas Nie-Boska komedia von Zygmunt Krasiński)
- 2004 Operetka, Radio-Hörspiel (Text: Witold Gombrowicz, Regisseur: Piotr Cieślak)
- 2005 Jesień polska w tradycji i poezji, Schauspiel der Radio-Entertainer zu Texten polnischer Dichter